# 25- und 50-Franken-Stück
Das 25- und das 50-Franken-Stück waren zwei geplante Schweizer Kursmünzen aus Gold, die Mitte der 1950er Jahre geprägt wurden. Aus währungs- und marktpolitischen Gründen wurden sie aber bis heute nicht ausgegeben. 

## Geschichte
Am 17. Dezember 1952 trat das revidierte Bundesgesetz über das Münzwesen in Kraft. Dieses sah in Artikel 3 Kurantmünzen zu 25 und 50 Franken aus Gold vor. 1954 nahmen 24 Bildhauer an einem Wettbewerb zur Motivfindung teil. Die Wettbewerbsbedingungen sahen unter anderem folgendes vor: „Die Entwürfe sollen der Eigenart unseres Landes Rechnung tragen; die Vorderseite soll vorzugsweise eine allegorische Figur von spezifischem schweizerischem Charakter, aber nicht einen Frauenkopf aufweisen.“ Ein Frauenkopf wurde als Motiv ausgeschlossen, da die beiden vorhergehenden Goldmünzen, Helvetia und Vreneli, bereits dieses Motiv trugen. 
Keine der Arbeiten konnte die Jury überzeugen. Daher wurden die vier bestplatzierten Künstler eingeladen, mit überarbeiteten oder ganz neuen Entwürfen an einem weiteren Wettbewerb teilzunehmen, der aber auch ergebnislos endete. 
Der Vorsteher des Finanzdepartements, Bundesrat Hans Streuli, legte daraufhin zusammen mit Vertretern aus Kunst, Politik und Wissenschaft genauere Richtlinien für die Gestaltung fest. Die Vorderseite des 25-Franken-Stückes sollte die Armbrust oder den Steinbock und das 50-Franken-Stück den Eid als Symbole für die Freiheit abbilden. Die Rückseiten der Münzen sollten einheitlich gestaltet werden. 
Im dritten Wettbewerb, an dem zehn Künstler teilnahmen, wurde trotz Berücksichtigung der festgelegten Kriterien wieder kein würdiges Münzbild gefunden. 
Schliesslich wurden die beiden Künstler Remo Rossi und Battista Ratti beauftragt, gemeinsam die Münzen zu gestalten. Als Motive wurden der Rütlischwur von Vibert und der Tell von Hodler festgelegt. Nach der Änderung einiger Details wurden die Münzen vom Bundesrat genehmigt und Probeexemplare der Öffentlichkeit vorgestellt. Diese nahm die Münzen eher ablehnend auf. So wurde die Inschrift des 25-Franken-Stückes IN ARMIS LIBERTAS ET PAX vom Schweizerischen Friedensrat beanstandet. Die Basler Nachrichten schrieben dazu: „Sollte wirklich in 'In den Waffen Freiheit und Friede' die Quintessenz des Schweizer Staatsgedankens sein?“ Aber auch die Tatsache, dass mit Remo Rossi ein Mitglied der ersten Jury an der Ausgestaltung der Münzen beteiligt war, fand Kritiker. 
Letztendlich wurden die Münzen aber aus anderen Gründen nicht ausgegeben. Durch die Ausgabe der Münzen wären die sowieso schon knappen Goldreserven der Nationalbank weiter zurückgegangen, was aber deren Interessen widersprach. Ausserdem war in der Zeit zwischen Prägung und geplanter Ausgabe der Goldpreis so stark gestiegen, dass dieser den Nennwert der Münzen übertraf. Dies machte eine Ausgabe zum Nominalwert unmöglich, und zu einem höheren Preis konnten die Münzen zu diesem Zeitpunkt aus rechtlichen Gründen nicht ausgegeben werden.

## Beschreibung

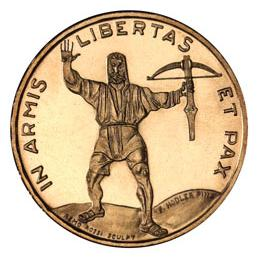
Vorderseite 25 Franken

Die Vorderseite des 25-Franken-Stückes zeigt den stehenden Tell mit Armbrust nach einem Gemälde von Ferdinand Hodler und die umstrittene Umschrift IN ARMIS LIBERTAS ET PAX (lat.: In den Waffen Freiheit und Friede).

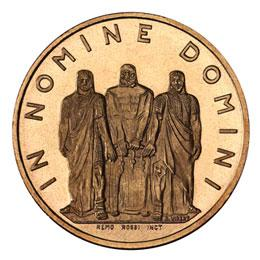
Vorderseite 50 Franken

Die Vorderseite des 50-Franken-Stückes zeigt die Eidgenossengruppe von Jean Georges Vibert und die Umschrift IN NOMINE DOMINI (lat.: Im Namen des Herrn, der Anfang der Bundesverfassung).

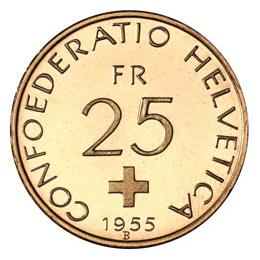
Rückseite 25 Franken

Auf der gemeinsamen Rückseite sind in der Mitte der Nennwert FR 25 bzw. FR 50 und darunter das Schweizer Kreuz abgebildet. Umgeben wird dies von der Länderkennung CONFOEDERATIO HELVETICA (lat.: Schweizerische Eidgenossenschaft). Unten in der Mitte befinden sich das Prägejahr und das Münzzeichen B für Bern. 
Die erhabene Randschrift lautet bei beiden Werten: ★★★ DOMINUS PROVIDEBIT ★★★★★★★★★★ (lat.: Der Herr wird vorsorgen). 
| Nennwert | Legierung        | Gewicht  | Durchmesser | Dicke   |
| -------- | ---------------- | -------- | ----------- | ------- |
| 25 Fr.   | 90 % Au, 10 % Cu | 5,645 g  | 20 mm       | 1,33 mm |
| 50 Fr.   | 90 % Au, 10 % Cu | 11,290 g | 25 mm       | 1,70 mm |

In den Jahren 1955, 1958 und 1959 wurden jeweils 5 Millionen 25-Franken-Stücke und jeweils 2 Millionen 50-Franken-Stücke geprägt.

## Verbleib
Die Münzen bilden heutzutage einen Teil der Schweizer Goldreserven. 
Bereits mehrfach gab es Überlegungen, die Münzen zu verkaufen. Diese wurden aber alle wieder verworfen. Zurzeit gibt es keine Anzeichen, die für einen baldigen Verkauf sprechen.
Im Juni 2009 wurde durch swissmint mitgeteilt, dass bis auf jeweils eine Anzahl von 20.000 Stück pro Sorte und Jahrgang sämtliche 25- und 50-Franken-Münzen durch die Schweizerische Nationalbank ein- und zu Barrengold umgeschmolzen wurden.